# Norbert von Hannenheim
Norbert Wolfgang Stephan Hann von Hannenheim (* 15. Mai 1898 in Hermannstadt; † 29. September 1945 bei Meseritz) war ein dodekaphoner Komponist aus Siebenbürgen.

## Leben
Der Sohn deutscher Eltern besuchte in Hermannstadt das deutsche Gymnasium und erhielt privaten Klavierunterricht. Hannenheim beschäftigte sich schon seit seiner Kindheit mit Musik und komponierte auch gelegentlich als Autodidakt. 1916 sollte er einen Satz einer eigenkomponierten Klaviersonate aufführen, war aber zuvor von der Armee Österreich-Ungarns eingezogen worden. Aus seiner frühen Zeit stammen auch mehrere tonale Vertonungen von Gedichten, die z. T. im Selbstverlag erschienen sind.
Hannenheims Heimat fiel nach dem Ersten Weltkrieg im Jahr 1919 an Rumänien. In den Jahren 1922/23 ging Hannenheim nach Leipzig und studierte bei Paul Graener. Bei Graener entstanden Kammermusikwerke für verschiedene Besetzungen, Orchesterwerke, je ein Konzert für Violine und für Violoncello mit Kammerorchester, eine Sinfonie für großes Orchester in einem Satz und ein Konzert für großes Orchester.
1925 bekam Hannenheim beim Wettbewerb um den „George-Enescu-Preis 1925“ den „Zweiten Nationalpreis für Komposition“. Bei dem aufgeführten Stück handelte es sich um die erste von sechs in diesem Jahre in Folge komponierten Violinsonaten. Es bleibt auch später ein Charakteristikum von Hannenheims, dass er gerne fast gleichzeitig mehrere Werke für dasselbe Soloinstrument oder Ensemble schrieb. An Schönberg richtete er ein erfolgreiches Aufnahmegesuch in dessen Meisterklasse. Zuvor verbesserte er noch seine Kompositionsausbildung 1928/29 bei Alexander Jemnitz in Budapest. An der Preußischen Akademie der Künste arbeitete er von 1929 bis 1933. Er wurde schnell bekannt.
Arnold Schönberg stufte ihn später in den USA als einen seiner besten Schüler ein. Vermutlich imponierte ihm auch, dass Norbert von Hannenheim „wohl der Einzige war, der Schönberg hemmungslos widersprach.“ (Erich Schmid). Anfang der 1930er-Jahre komponierte Hannenheim eine große Anzahl unterschiedlicher Werke. In diesen Jahren war er immer wieder gezwungen, durch Kopieren von Noten und Korrigieren von Druckvorlagen seinen Lebensunterhalt zu sichern.
Der Mendelssohn Staatspreis wurde ihm 1932 zugesprochen. Im selben Jahr erlitt er einen Nervenzusammenbruch, erholte sich aber schnell wieder. Sein „2. Klavierkonzert mit kleinem Orchester“ in einem Satz feierte große Erfolge und wurde über viele Sender verbreitet. 1933 erhielt er zusammen mit anderen den Emil Hertzka-Preis.
Mit dem Dritten Reich endete seine Karriere, es kam nur noch zu wenigen Aufführungen. In dieser Zeit schuf er Volksliedbearbeitungen. Aus der Zeit nach dem Ausbruch des Zweiten Weltkrieges ist wenig über Hannenheim bekannt.
Im Juli 1944 erlitt er einen schizophrenen Anfall und wurde in die Heil- und Pflegeanstalt Obrawalde eingewiesen. Während seines Aufenthalts kam es dort im Rahmen des nationalsozialistischen „Euthanasie“-Programms zur systematischen Tötung Kranker – vornehmlich von Menschen, die als geistig behindert galten. Norbert von Hannenheim erlebte noch die Befreiung der Anstalt durch die im Januar 1945 herannahende Rote Armee, verstarb aber kurz nach Kriegsende (laut Totenschein an Herzversagen).

## Werke
Hannenheim hat ca. 80 Stücke für Gesang und Klavier bei der „Genossenschaft Deutscher Tonsetzer“ angemeldet, mit Texten von Dichtern wie Rainer Maria Rilke, Friedrich Hölderlin, Max Dauthendey, Otto Erich Hartleben, Hermann Hesse, Friedrich Nietzsche, Christian Morgenstern, Rudolf G. Binding, Arno Holz.
Von 230 Werken sind heute wieder um die 50 bekannt. Die anderen wurden in den Wirren des Kriegsendes vernichtet, sind verschollen oder von Hannenheim teilweise selbst im Wahn verbrannt worden. 2016 veröffentlichten Aida-Carmen Soanea und Igor Kamenz eine Einspielung seiner Arbeiten (Stücke, Duos, Suiten, Sonaten) für Bratsche und Klavier (Challenge Classics).
Diese Werke sind wieder zugänglich:
- Phantasie für Orgel, Andante
- Sonate für Orgel
- Klaviersonate Nr. 2: Andante, Allegro molto vivace
- Klaviersonate Nr. 3: Molto allegro, Adagio, Allegro martellato (vor 1929)
- Klaviersonate Nr. 4: Andante quasi allegretto, Allegro,  Andante con moto, Allegro, Presto (hier gibt es Unklarheiten durch mehrere Stücke mit dieser Bezeichnung)
- Klaviersonate Nr. 6: Allegro vivace, Andante, Vivace
- Klaviersonate Nr. 12: Adagio, Allegro (spätestens 1929)
- Klavierkonzert Nr. I: Molto vivace, Grave - nur Klavierstimme
- Klavierkonzert Nr. II: Allegro, Molto lento, Presto - nur Klavierstimme
- Streichtrio Nr. 3: Andante con moto, Allegro (1928)
- Streichquartett Nr. IV: Adagio, Allegro vivace
- Streichquartett Nr. 7
- Streichquartett Nr. 8
- Streichquartett Nr. 9: Langsam, Lebhaft, Äußerst schnell
- Streichquartett Nr. 11: Molto vivace, Molto largo, Presto (hier gibt es Unklarheiten durch mehrere Stücke mit dieser Bezeichnung)
- Streichquartett Nr. XI Wien: Allegro, Allegretto, Largo, Presto (1937?)
- Violinsonate Nr. 4: Allegro, Andante, Presto
- Duo für Geige und Bratsche: Allegro, Molto largo e dolcissimo, Presto
- 1. Suite für Viola und Klavier: Moderato, Animato, Lento, Presto  (1937)
- Sonate für Bratsche und Klavier Nr. 1: Andante con moto, Presto (1937?)
- Sonate für Bratsche und Klavier Nr. 2: Allegro, Adagio, Presto (1937)
- Werk für Bratsche und Klavier Nr.: 1: Sehr langsam, Heiter, ironisch
- Werk für Bratsche und Klavier Nr. 3: Sehr lebhaft
- Werk für Bratsche und Klavier Nr. 4: Leicht bewegt, Lebhaft
- „Sechs Lieder für Sopran und Klavier“; „Mohn, roter Mohn“ Text: Jenny Boese, „Vorgefühl“ „Todeserfahrung“ „Liebeslied“  „Spanische Tänzerin“ Text: Rainer Maria Rilke (1930er Jahre),  „Der betrübte Landsknecht“ Text: Schönaich-Carolath
- „Venedig“, Text: Rainer Maria Rilke (1930er Jahre)
- „Lenzwind“ Lied für Sopran und Klavier, Text: Ernst Ludwig Schellenberg
- „Glück“ Lied für Sopran und Klavier, Text: Ernst Collin Schönfeld
- „Die Türen“ Lied für Sopran und Klavier, Text: Ernst Lissauer
- „Das Weglein“ Lied für Sopran und Klavier, Text: Ernst Lissauer
- „Ein blauer Schneeweg im Mittaglicht“ Lied für mittlere Stimme und Klavier, Text: Max Dauthendey
- „Drei Lieder für eine Singstimme mit Klavierbegleitung“; „Der Frühling ist in aller Mund“ „Die Sorgen ackern“ „Wege leer ins Leere sehen“, Text: Max Dauthendey
- „Und die Sehnsucht, die rasende Schöne“ Lied für mittlere Stimme und Klavier,  Text: Max Dauthendey
- „Und durstig kommt die Nacht zu allen“ Lied für mittlere Stimme und Klavier,  Text: Max Dauthendey
- „Und was suchen sie alle?“ Lied für mittlere Stimme und Klavier,  Text: Max Dauthendey
- "Der Zeitgeist Lied für Tenor und Klavier, Text: Hölderlin
- „Was helfen mir tausend Dukaten. Volksliedvariationen für kleines Orchester“; 23 Stimmen (1940)
- „3. Volksmusik-Divertimento für Blechbläser“; 2 Trompeten in B, Horn in F, Posaune und Basstuba (1937)